# Paul L. Smith
Paul Lawrence Smith (Everett, 24 de junio de 1936 - Ra’anana, 25 de abril de 2012) fue un actor estadounidense, de complexión fuerte y tosca que apareció en una veintena de películas y series de televisión. Inició su carrera en el año 1960 con la película Exodus, filmada en Israel, y desde entonces representó casi siempre a personajes rudos, intimidatorios o infames.
En los créditos a veces aparece como Paul Smith o como Paul Lawrence Smith.
Siendo joven aprendió boxeo y lucha libre, gracias a lo cual y dada su complexión física, sus primeros trabajos fueron de portero y guardaespaldas.

## Vida personal
En 1960 viajó por primera vez a Israel, para trabajar en la película Exodus (1960, de Otto Preminger) que fue filmada en Israel.
Volvió a Israel en 1967 como un voluntario Mahal en la Guerra de los Seis Días y se quedó allí hasta 1973.
En esos seis años participó en seis películas filmadas en Israel.
Allí también conoció a su esposa Eve, con quien vivió en Tel Aviv.
Luego se mudaron a Italia, y finalmente a Hollywood (California) en 1977.
En 1978 participó como Hamidou (el cruel director de la prisión de Estambul) en la película Expreso de medianoche.
En febrero de 2006 emigró a Israel con su esposa, y se radicaron en la ciudad de Ra'anana.
Al tomar la ciudadanía israelí tuvieron que cambiarse los nombres por nombres en hebreo: Adam y Aviva Eden.
Murió en Israel el 25 de abril de 2012 a los 75 años de edad.

## Filmografía
- 1958: The Left Handed Gun
- 1960: Exodus.
- 1964: Le pistole non discutono.
- 1970: Madron ... Gabe Price.
- 1971: Fishke Bemilu’im.
- 1972: Nahtche V’Hageneral.
- 1972: Jacko Vehayatzaniot (codirector junto con Oshik Levi y Dudu Topaz).
- 1973: Bull Buster.
- 1973: Koreyim Li Shmil ... Shmiel.
- 1973: Gospel Road: a Story of Jesus ... Pedro el Apóstol.
- 1974: Moses the Lawgiver (Moisés el legislador), película de televisión.
- 1974: Carambola, filotto... tutti in buca ... Coby.
- 1974: Carambola, Butch.
- 1975: Il Vangelo secondo Simone e Matteo... Matteo/Butch.
- 1975: Simone e Matteo un gioco da ragazzi... Butch.
- 1975: Noi non siamo angeli... Raphael McDonald.
- 1975: Conspiracy of Terror, pound supervisor, película de televisión.
- 1976: 21 Hours at Munich, gutfreund israelí, película de televisión.
- 1978: El expreso de medianoche... Hamidou (el cruel director de la cárcel).
- 1978: CHiPs (1 episodio: "Disaster squad") ... anunciador de radio.
- 1979: Return of the Tiger.
- 1979: Wonder Woman (1 episodio: "Spaced out") ... Simon Rohan.
- 1979: Barney Miller (un episodio: "Graveyard Shift") ... Leon Stipanich.
- 1979: The In-laws ... Mo.
- 1979: Hawaii Five-O (un episodio: "A lion in the streets") ... Andy Kamoku.
- 1979: Disaster on the Coastliner ... Jim Waterman/Victor Prescott (película de televisión).
- 1979: Going in Style, ... anunciador de radio.
- 1980: Popeye ... Bluto (Brutus). También grabó una de las canciones, "I’m mean" ("Soy cruel").
- 1981: When I Am King ... sir Blackstone Hardtack.
- 1981: The Salamander ... el cirujano.
- 1981: Masada (miniserie de televisión, con Peter O’Toole), ... Gideon.
- 1982: Mil gritos tiene la noche ... Willard.
- 1983: Raiders in Action ... Saúl el sacerdote.
- 1983: Sadat (película de televisión) ... el rey Farouk.
- 1984: Texas snow-line.
- 1984: Mivtza shtreimel.
- 1984: Euer Weg führt durch die Hölle (en EE. UU.: Jungle Warriors; en Alemania: The Czar of Brazil) ... César Santiago.
- 1984: Return of the Tiger ... Paul (Jefe de la mafia).
- 1984: Dune ... Glossu Rabban (la Bestia Rabán).
- 1985: Crimewave ... Faron Crush.
- 1985: The Protector (con Jackie Chan y Danny Aiello) ... Booar.
- 1985: El Guerrero Rojo (con Arnold Schwarzenegger) ... Falkon.
- 1986: Terminal Entry ... Stewart. También fue productor asociado.
- 1986: Sno-line (en RU: Death Line; en EE. UU.: Texas Godfather), Duval.
- 1986: Haunted Honeymoon ... Dr. Paul Abbot.
- 1987: Gor, Surbus.
- 1988: Outlaw force ... inspector Wainright.
- 1988: Death chase ... Steele.
- 1989: The hired gun.
- 1989: Crossing the Line ... Joe Kapinski.
- 1989: Nipagesh Basafari (en EE. UU.: You’re famous) ... Paul.
- 1989: Eye of the Widow ... Elko Krisantem.
- 1989: Caged Fury ... jefe de guardias.
- 1989: Sonny boy (con David Carradine) ... Slue.
- 1989: Ten Little Indians (de Agatha Christie) ... Elmo Rodgers.
- 1992: Desert Kickboxer ... Santos.
- 1994: Maverick (con Mel Gibson) ... el archiduque.
- 1999: D. R. E. A. M. Team (película de TV) ... Vladimir Corzon.
- 2006: Deleted “Dune”, la Bestia Rabbán
- 2008: Paul Smith: The Reddest Herring (dirigido por Alma Har'el), una extensa entrevista con Paul L. Smith añadida al DVD estadounidense de la película Mil gritos tiene la noche, en la que Smith habla de la película, su vida y su carrera.